# Faraon
Faraon (bra: Faraó; prt: O Faraó) é um filme de drama polonês de 1966 dirigido e coescrito por Jerzy Kawalerowicz. 
Foi indicado ao Oscar de melhor filme estrangeiro na edição de 1967, representando a Polônia.

## Elenco
- Jerzy Zelnik
- Wiesława Mazurkiewicz
- Barbara Brylska
- Krystyna Mikołajewska